# 恰尔巴格镇 (叶城县)
恰尔巴格镇，是中华人民共和国新疆维吾尔自治区喀什地区叶城县下辖的一个乡镇级行政单位。

## 行政区划
恰尔巴格镇下辖以下地区：
赛先拜巴扎村、恰尔巴格村、阿亚格依提木玉瑞克村、欧吐拉依提木玉瑞克村、巴什依提木玉瑞克村、喀热巴格村、阔什巴什村、先拜巴扎村、拜什拜格村、阿热买里村、介木居木村、墩恰喀村、其兰勒克村、黑尼村和协依提勒克园艺场。